# قصعين هندي
قصعين هندي (الاسم العلمي: Salvia indica) هو نوع نباتي يتبع جنس القصعين من فصيلة الشفوية.